# 贝朗尼卡·维贝尔卡
贝朗尼卡·维贝尔卡（西班牙語：Berónica Vibieca，1990年1月6日—），多明尼加女子羽毛球運動員。

## 簡歷
2013年9月，贝朗尼卡·维贝尔卡出戰危地馬拉羽毛球國際賽，除了贏得女子單打比賽冠軍外，又分別與戴杰尼斯·萨图里亚和纳尔逊·哈维尔合作拿得女子雙打及混合雙打亞軍。

## 主要比賽成績
只列出曾進入準決賽的國際賽事成績：
| 年份   | 賽事                         | 公開賽級別 | 項目     | 拍檔              | 成績   |
| ------ | ---------------------------- | ---------- | -------- | ----------------- | ------ |
| 2009年 | 聖多明哥羽毛球公開賽         | 國際系列賽 | 混合雙打 | 纳尔逊·哈维尔     | 準決賽 |
| 2011年 | 聖多明哥羽毛球公開賽         | 國際系列賽 | 女子雙打 | Orosameli Cabrera | 亞軍   |
| 2013年 | 吉拉爾迪拉羽毛球賽           | 國際系列賽 | 女子雙打 | 戴杰尼斯·萨图里亚 | 準決賽 |
| 2013年 | 吉拉爾迪拉羽毛球賽           | 國際系列賽 | 混合雙打 | 纳尔逊·哈维尔     | 亞軍   |
| 2013年 | 危地馬拉羽毛球國際賽         | 國際系列賽 | 女子單打 | －                | 冠軍   |
| 2013年 | 危地馬拉羽毛球國際賽         | 國際系列賽 | 女子雙打 | 戴杰尼斯·萨图里亚 | 亞軍   |
| 2013年 | 危地馬拉羽毛球國際賽         | 國際系列賽 | 混合雙打 | 纳尔逊·哈维尔     | 亞軍   |
| 2013年 | 加勒比地區羽毛球聯合會國際賽 | 未來系列賽 | 女子單打 | －                | 準決賽 |
| 2013年 | 加勒比地區羽毛球聯合會國際賽 | 未來系列賽 | 女子雙打 | 戴杰尼斯·萨图里亚 | 冠軍   |
| 2013年 | 聖多明哥羽毛球公開賽         | 國際系列賽 | 女子雙打 | 戴杰尼斯·萨图里亚 | 準決賽 |
| 2013年 | 聖多明哥羽毛球公開賽         | 國際系列賽 | 混合雙打 | 纳尔逊·哈维尔     | 準決賽 |
| 2014年 | 吉拉爾迪拉羽毛球賽           | 國際系列賽 | 女子單打 | －                | 準決賽 |
| 2014年 | 吉拉爾迪拉羽毛球賽           | 國際系列賽 | 混合雙打 | 纳尔逊·哈维尔     | 準決賽 |
| 2014年 | 秘魯羽毛球國際賽             | 國際挑戰賽 | 女子雙打 | 戴杰尼斯·萨图里亚 | 準決賽 |
| 2014年 | 聖多明哥羽毛球公開賽         | 國際系列賽 | 女子雙打 | 戴杰尼斯·萨图里亚 | 亞軍   |
| 2014年 | 聖多明哥羽毛球公開賽         | 國際系列賽 | 混合雙打 | 纳尔逊·哈维尔     | 亞軍   |

| 2007-2017年 | 首要超級賽 | 超級賽 | 黃金大獎賽 | 大獎賽 | 國際挑戰賽 | 國際系列賽 | 未來系列賽 | 其他 |

| 2018-2026年 | 總決賽 | 超級1000賽 | 超級750賽 | 超級500賽 | 超級300賽 | 超級100賽 | 國際挑戰賽 | 國際系列賽 | 未來系列賽 | 其他 |